# Juris Sokolovskis
Juris Sokolovskis, ros. Юрий Николаевич Соколовский, trb. Jurij Nikołajewicz Sokołowski (ur. 13 czerwca 1976 w Rydze) – łotewski dziennikarz i polityk rosyjskiego pochodzenia, współprzewodniczący ugrupowania O Prawa Człowieka w Zjednoczonej Łotwie, poseł na Sejm (1998–2010).

## Życiorys
W 1999 ukończył prawo w Baltijas Krievu institūts, prowadził wykłady z prawa na tej uczelni. W 2001 uzyskał magisterium z tej dziedziny na Uniwersytecie Łotewskim. Zajął się pracą dziennikarską, był publicystą czasopisma „Rakurss”, gdzie ukazywały się jego reportaże sejmowe.
W 1996 był jednym z założycieli Równouprawnienia. Dwa lata później został wybrany na deputowanego do Sejmu z listy koalicji O Prawa Człowieka w Zjednoczonej Łotwie (PCTVL). W wyborach 2002 ponownie wybrano go do parlamentu w okręgu Ryga z listy PCTVL. Od marca do czerwca 2003 kierował klubem poselskim swojego ugrupowania. Został obserwatorem w Parlamencie Europejskim, następnie zaś od maja do lipca 2004 pełnił funkcję eurodeputowanego V kadencji. W 2006 po raz trzeci uzyskał mandat posła na Sejm z ramienia PCTVL. Pełnił obowiązki wiceprzewodniczącego klubu poselskiego. W wyborach w 2010 bez powodzenia ubiegał się o reelekcję. Po wyborach odszedł z partii, której był współprzewodniczącym.